# 黑鱗馴麗魚
黑鱗馴麗魚，為輻鰭魚綱鱸形目隆頭魚亞目慈鯛科的其中一種，分布於中美洲墨西哥及瓜地馬拉Candelaria及Usumacinta流域，體長可達24公分，棲息在河川中底層水域，屬雜食性，生活習性不明。